# Partido Popular Conservador (Dinamarca)
El Partido Popular Conservador (en danés: Det Konservative Folkeparti), es un partido político de Dinamarca. Hasta 1916 fue conocido como Højre (Derecha).
El partido ha participado en varias coaliciones gubernamentales, pero solo ha tenido un primer ministro (statsminister en danés), Poul Schlüter, de 1982 a 1993. La organización juvenil del partido se denomina Jóvenes Conservadores, y fue fundada en 1904.
Desde 2001 ha sido el partido menor en la coalición gubernamental con el Venstre. Su líder desde 2008 es Lene Espersen, Ministra de Comercio e Industria y Vice primera ministra.
En las elecciones al Parlamento Europeo en 2004, obtuvo un representante, Gitte Seeberg, integrado en el grupo parlamentario Partido Popular Europeo - Demócratas Europeos. En las Elecciones generales de 2005 para el Parlamento danés, Folketing, el partido obtuvo 18 escaños, (incrementando en 2 el número anterior), obteniendo el 10,3% de los votos y constituyéndose en la cuarta fuerza política del país.

## Ideología
El partido aboga por la reducción del gasto público y de la fiscalidad sobre los altos ingresos

## Lista de líderes
- John Christmas Møller: 1928 - 1947
- Ole Bjørn Kraft: 1947 - 1955
- Aksel Møller: 1955 - 1958
- Poul Sørensen: 1958 - 1969
- Poul Møller: 1969 - 1971
- Erik Ninn-Hansen: 1971 - 1974
- Poul Schlüter: 1974 - 1993
- Henning Dyremose: 1993
- Hans Engell: 1993 - 1997
- Per Stig Møller: 1997 - 1998
- Pia Christmas-Møller: 1998 - 1999
- Bendt Bendtsen: 1999 - 2008
- Lene Espersen: 2008 - 2011
- Lars Barfoed: 2011 - Actualidad

## Resultados electorales
| Elección  | Votos        | Votos | Escaños | Escaños | Resultado                 |
| Elección  | N°           | %     | N°      | +/-     | Resultado                 |
| --------- | ------------ | ----- | ------- | ------- | ------------------------- |
| 1918      | 167.743 (#4) | 18,3  | 22/140  | 14a     | Oposición                 |
| Abr.-1920 | 201.499 (#3) | 19,7  | 28/140  | 6       | Apoyo externo             |
| Jul.-1920 | 180.293 (#3) | 18,9  | 26/140  | 2       | Apoyo externo             |
| Sep.-1920 | 216.733 (#3) | 17,9  | 27/149  | 1       | Apoyo externo             |
| 1924      | 242.955 (#3) | 18,9  | 28/149  | 1       | Oposición                 |
| 1926      | 275.793 (#3) | 20,6  | 30/149  | 2       | Apoyo externo             |
| 1929      | 233.935 (#3) | 16,5  | 24/149  | 6       | Oposición                 |
| 1932      | 289.531 (#3) | 18,7  | 27/149  | 3       | Oposición                 |
| 1935      | 293.393 (#2) | 17,8  | 26/149  | 1       | Oposición                 |
| 1939      | 301.625 (#3) | 17,8  | 26/149  | 0       | Oposición (1939-1940)     |
| 1939      | 301.625 (#3) | 17,8  | 26/149  | 0       | Coalición (1940-1943)     |
| 1943      | 421.523 (#2) | 21,0  | 31/149  | 5       | Coalición                 |
| 1945      | 373.688 (#3) | 18,2  | 26/149  | 5       | Apoyo externo             |
| 1947      | 259.324 (#3) | 12,4  | 17/150  | 9       | Oposición                 |
| 1950      | 365.236 (#3) | 17,8  | 27/151  | 10      | Coalición                 |
| Abr.-1953 | 358.509 (#3) | 17,3  | 26/151  | 1       | Coalición                 |
| Sep.-1953 | 364.960 (#3) | 16,8  | 30/179  | 4       | Oposición                 |
| 1957      | 383.843 (#3) | 16,6  | 30/179  | 0       | Oposición                 |
| 1960      | 435.764 (#3) | 17,9  | 32/179  | 2       | Oposición                 |
| 1964      | 527.798 (#3) | 20,1  | 36/179  | 4       | Oposición                 |
| 1966      | 522.028 (#3) | 18,7  | 34/179  | 2       | Oposición                 |
| 1968      | 581.051 (#2) | 20,4  | 37/179  | 3       | Coalición                 |
| 1971      | 481.335 (#2) | 16,7  | 31/179  | 6       | Oposición                 |
| 1973      | 279.391 (#5) | 9,15  | 16/179  | 15      | Apoyo externo             |
| 1975      | 168.164 (#5) | 5,51  | 10/179  | 6       | Oposición                 |
| 1977      | 263.262 (#4) | 8,48  | 15/179  | 5       | Oposición                 |
| 1979      | 395.653 (#3) | 12,48 | 22/179  | 7       | Oposición                 |
| 1981      | 451.478 (#2) | 14,45 | 26/179  | 4       | Oposición (1981-1982)     |
| 1981      | 451.478 (#2) | 14,45 | 26/179  | 4       | Coalición (1982-1984)     |
| 1984      | 788.224 (#2) | 23,45 | 42/179  | 16      | Coalición                 |
| 1987      | 700.886 (#2) | 20,84 | 38/179  | 4       | Coalición                 |
| 1988      | 642.048 (#2) | 19,29 | 35/179  | 3       | Coalición                 |
| 1990      | 517.293 (#2) | 15,97 | 30/179  | 5       | Coalición (1990-1993)     |
| 1990      | 517.293 (#2) | 15,97 | 30/179  | 5       | Oposición (1993-1994)     |
| 1994      | 499.845 (#3) | 15,02 | 27/179  | 3       | Oposición                 |
| 1998      | 303.965 (#3) | 8,92  | 16/179  | 11      | Oposición                 |
| 2001      | 312.770 (#4) | 9,07  | 16/179  | 0       | Coalición                 |
| 2005      | 344.886 (#4) | 10,27 | 18/179  | 2       | Coalición                 |
| 2007      | 359.404 (#5) | 10,39 | 18/179  | 0       | Coalición                 |
| 2011      | 174.563 (#8) | 4,9   | 8/179   | 10      | Oposición                 |
| 2015      | 118.003 (#9) | 3,4   | 6/179   | 2       | Apoyo externo (2015-2016) |
| 2015      | 118.003 (#9) | 3,4   | 6/179   | 2       | Coalición (2016-2019)     |
| 2019      | 233.865 (#7) | 6,61  | 12/179  | 6       | Oposición                 |
| 2022      | 194.808 (#7) | 5,51  | 10/179  | 2       | Oposición                 |

a Respecto al resultado obtenido por Højre en 1915.

### Elecciones europeas
| Elección | Votos        | Votos | Escaños | Escaños     |
| Elección | N°           | %     | N°      | +/-         |
| -------- | ------------ | ----- | ------- | ----------- |
| 1979     | 245.309 (#4) | 13,98 | 2/16    | Nuevo       |
| 1984     | 414.177 (#1) | 20,69 | 4/16    | 2           |
| 1989     | 238.760 (#4) | 13,34 | 2/16    | 2           |
| 1994     | 368.890 (#2) | 17,74 | 3/16    | 1           |
| 1999     | 166.884 (#5) | 8,47  | 1/16    | 2           |
| 2004     | 214.902 (#3) | 11,35 | 1/14    | Sin cambios |
| 2009     | 297.199 (#5) | 12,69 | 1/13    | Sin cambios |
| 2014     | 208.262 (#5) | 9,15  | 1/13    | Sin cambios |
| 2019     | 170.544 (#6) | 6,2   | 1/14    | Sin cambios |
| 2024     | 216.357 (#4) | 8,84  | 1/15    | Sin cambios |